# Chasnans
Chasnans est une ancienne commune française située dans le département du Doubs en région Franche-Comté, devenue, le 1er janvier 2016, une commune déléguée de la commune nouvelle des Premiers-Sapins.

## Géographie

### Toponymie
Chasnans en 1208 ; Channans en 1254 ; Chenans en 1301 ; Chanens en 1361 ; Chaignans en 1429 ; Chanans depuis 1639.

## Politique et administration

### Liste des maires successifs
| Période                                  | Période          | Identité          | Étiquette | Qualité |
| ---------------------------------------- | ---------------- | ----------------- | --------- | ------- |
| mars 2001                                | 2014             | Robert Proudhon   |           |         |
| mars 2014                                | 31 décembre 2015 | Véronique Mercier | SE        |         |
| Les données manquantes sont à compléter. |                  |                   |           |         |

### Liste des maires délégués successifs
| Période                                  | Période  | Identité          | Étiquette | Qualité |
| ---------------------------------------- | -------- | ----------------- | --------- | ------- |
| 1er janvier 2016                         | En cours | Véronique Mercier | SE        |         |
| Les données manquantes sont à compléter. |          |                   |           |         |

## Démographie
L'évolution du nombre d'habitants est connue à travers les recensements de la population effectués dans la commune depuis 1793. À partir du 1er janvier 2009, les populations légales des communes sont publiées annuellement dans le cadre d'un recensement qui repose désormais sur une collecte d'information annuelle, concernant successivement tous les territoires communaux au cours d'une période de cinq ans. 
Pour les communes de moins de 10 000 habitants, une enquête de recensement portant sur toute la population est réalisée tous les cinq ans, les populations légales des années intermédiaires étant quant à elles estimées par interpolation ou extrapolation. Pour la commune, le premier recensement exhaustif entrant dans le cadre du nouveau dispositif a été réalisé en 2008,.
En 2013, la commune comptait 269 habitants, en évolution de +13,98 % par rapport à 2008 (Doubs : +2,04 %, France hors Mayotte : +2,49 %).
| 1793 | 1800 | 1806 | 1821 | 1831 | 1836 | 1841 | 1846 | 1851 |
| ---- | ---- | ---- | ---- | ---- | ---- | ---- | ---- | ---- |
| 255  | 242  | 237  | 271  | 272  | 282  | 296  | 295  | 308  |

| 1856 | 1861 | 1866 | 1872 | 1876 | 1881 | 1886 | 1891 | 1896 |
| ---- | ---- | ---- | ---- | ---- | ---- | ---- | ---- | ---- |
| 300  | 306  | 340  | 357  | 359  | 390  | 361  | 330  | 294  |

| 1901 | 1906 | 1911 | 1921 | 1926 | 1931 | 1936 | 1946 | 1954 |
| ---- | ---- | ---- | ---- | ---- | ---- | ---- | ---- | ---- |
| 318  | 271  | 245  | 228  | 207  | 220  | 200  | 188  | 189  |

| 1962 | 1968 | 1975 | 1982 | 1990 | 1999 | 2008 | 2013 | - |
| ---- | ---- | ---- | ---- | ---- | ---- | ---- | ---- | - |
| 173  | 151  | 114  | 143  | 142  | 186  | 236  | 269  | - |

## Lieux et monuments
- Monument aux morts.

## Personnalités liées à la commune
- Claude-François Proudhon, père de Pierre-Joseph Proudhon, y est né.
- Victor Proudhon